# Coupe de Mélanésie

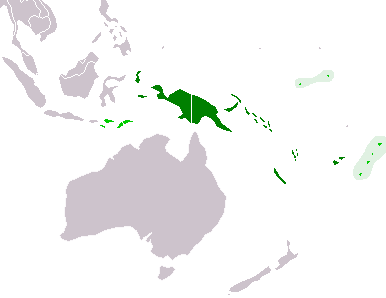
Pays de la Mélanésie

La Coupe de Mélanésie est une compétition de football qui se dispute entre les nations de Mélanésie, au sein de la Confédération du football d'Océanie (OFC). Elle est traditionnellement organisée en même temps que la Coupe de Polynésie, afin de servir de tour préliminaire à la Coupe d'Océanie de football. La dernière édition a eu lieu en 2000. Le retour de la Coupe de Mélanésie a été envisagé par la confédération d'Océanie.
Le tournoi, qui a lieu sur le terrain d'une des nations participantes, prend la forme d'une poule unique où chacune des équipes rencontre tous ses adversaires une fois. 
En 2008, est créée la Wantok Cup. Il s'agit d'une compétition entre la Papouasie-Nouvelle-Guinée, les Îles Salomon et le Vanuatu. Elle est décrite par l'OFC comme « un tournoi descendant de la désormais défunte Coupe de Mélanésie ».

## Nations participantes
- Fidji
- Vanuatu
- Îles Salomon
- Nouvelle-Calédonie
- Papouasie-Nouvelle-Guinée

## Victoires
5 victoires :
- Fidji - 1988, 1989, 1992, 1998, 2000

1 victoire :
- Vanuatu - 1990
- Îles Salomon - 1994
- Papouasie-Nouvelle-Guinée - 1996

## Palmarès
| Édition | Pays hôte                 | Vainqueur                 | 2e place           | 3e place                  | 4e place                  |
| ------- | ------------------------- | ------------------------- | ------------------ | ------------------------- | ------------------------- |
| 1988    | Îles Salomon              | Fidji                     | Îles Salomon       | Nouvelle-Calédonie        | Vanuatu                   |
| 1989    | Fidji                     | Fidji                     | Nouvelle-Calédonie | Îles Salomon              | Papouasie-Nouvelle-Guinée |
| 1990    | Vanuatu                   | Vanuatu                   | Nouvelle-Calédonie | Fidji                     | Îles Salomon              |
| 1992    | Vanuatu                   | Fidji                     | Nouvelle-Calédonie | Îles Salomon              | Vanuatu                   |
| 1994    | Îles Salomon              | Îles Salomon              | Fidji              | Papouasie-Nouvelle-Guinée | Nouvelle-Calédonie        |
| 1996    | Papouasie-Nouvelle-Guinée | Papouasie-Nouvelle-Guinée | Îles Salomon       | Vanuatu                   |                           |
| 1998    | Vanuatu                   | Fidji                     | Vanuatu            | Îles Salomon              | Papouasie-Nouvelle-Guinée |
| 2000    | Fidji                     | Fidji                     | Îles Salomon       | Vanuatu                   | Nouvelle-Calédonie        |

1. ↑  Seulement 3 participants en 1996.

## Résultats

### 1988
|   | Équipe             | Pts | J | G | N | P | BP | BC | Diff |
| - | ------------------ | --- | - | - | - | - | -- | -- | ---- |
| 1 | Fidji              | 5   | 3 | 2 | 1 | 0 | 11 | 1  | +10  |
| 2 | Îles Salomon       | 5   | 3 | 2 | 1 | 0 | 7  | 1  | +6   |
| 3 | Nouvelle-Calédonie | 2   | 3 | 1 | 0 | 2 | 6  | 4  | +2   |
| 4 | Vanuatu            | 0   | 3 | 1 | 0 | 3 | 1  | 19 | -18  |

| 21 octobre | Fidji              | 1 | 1 | Îles Salomon       |
| 23 octobre | Nouvelle-Calédonie | 6 | 1 | Vanuatu            |
| 24 octobre | Îles Salomon       | 1 | 0 | Nouvelle-Calédonie |
|            | Fidji              | 8 | 0 | Vanuatu            |
| 25 octobre | Îles Salomon       | 5 | 0 | Vanuatu            |
|            | Fidji              | 2 | 0 | Nouvelle-Calédonie |

Match pour la 3e place :
| 26 octobre 1988 | Vanuatu | 1 - 0 | Nouvelle-Calédonie | Îles Salomon |  |
|                 |         |       |                    |              |  |

Finale :
| 26 octobre 1988 | Fidji | 3 - 1 | Îles Salomon | Îles Salomon |  |
|                 |       |       |              |              |  |

### 1989
|   | Équipe                    | Pts | J | G | N | P | BP | BC | Diff |
| - | ------------------------- | --- | - | - | - | - | -- | -- | ---- |
| 1 | Fidji                     | 7   | 4 | 3 | 1 | 0 | 7  | 2  | +5   |
| 2 | Nouvelle-Calédonie        | 6   | 4 | 3 | 0 | 1 | 9  | 5  | +4   |
| 3 | Îles Salomon              | 4   | 4 | 1 | 2 | 1 | 2  | 2  | 0    |
| 4 | Papouasie-Nouvelle-Guinée | 3   | 4 | 1 | 1 | 2 | 5  | 4  | +1   |
| 5 | Vanuatu                   | 0   | 4 | 0 | 0 | 4 | 2  | 12 | -10  |

| 28 octobre | Îles Salomon              | 2 | 0 | Vanuatu                   |
|            | Fidji                     | 2 | 1 | Papouasie-Nouvelle-Guinée |
| 30 octobre | Nouvelle-Calédonie        | 2 | 0 | Îles Salomon              |
|            | Fidji                     | 2 | 1 | Vanuatu                   |
| 31 octobre | Fidji                     | 3 | 0 | Nouvelle-Calédonie        |
|            | Papouasie-Nouvelle-Guinée | 3 | 0 | Vanuatu                   |
| 3 novembre | Nouvelle-Calédonie        | 5 | 1 | Vanuatu                   |
|            | Îles Salomon              | 0 | 0 | Papouasie-Nouvelle-Guinée |
| 4 novembre | Fidji                     | 0 | 0 | Îles Salomon              |
|            | Nouvelle-Calédonie        | 2 | 1 | Papouasie-Nouvelle-Guinée |

### 1990
|   | Équipe                    | Pts | J | G | N | P | BP | BC | Diff |
| - | ------------------------- | --- | - | - | - | - | -- | -- | ---- |
| 1 | Vanuatu                   | 6   | 4 | 2 | 2 | 0 | 4  | 2  | +2   |
| 2 | Nouvelle-Calédonie        | 5   | 4 | 2 | 1 | 1 | 5  | 3  | +2   |
| 3 | Fidji                     | 5   | 4 | 1 | 3 | 0 | 2  | 1  | +1   |
| 4 | Îles Salomon              | 4   | 4 | 1 | 2 | 1 | 3  | 4  | -1   |
| 5 | Papouasie-Nouvelle-Guinée | 0   | 4 | 0 | 0 | 4 | 1  | 5  | -4   |

| 1er novembre | Fidji              | 0 | 0 | Îles Salomon              |
|              | Vanuatu            | 1 | 0 | Nouvelle-Calédonie        |
| 3 novembre   | Vanuatu            | 1 | 1 | Îles Salomon              |
|              | Nouvelle-Calédonie | 2 | 1 | Papouasie-Nouvelle-Guinée |
| 5 novembre   | Nouvelle-Calédonie | 0 | 0 | Fidji                     |
|              | Vanuatu            | 1 | 0 | Papouasie-Nouvelle-Guinée |
| 6 novembre   | Vanuatu            | 1 | 1 | Fidji                     |
|              | Îles Salomon       | 1 | 0 | Papouasie-Nouvelle-Guinée |
| 8 novembre   | Fidji              | 1 | 0 | Papouasie-Nouvelle-Guinée |
|              | Nouvelle-Calédonie | 3 | 1 | Îles Salomon              |

### 1992
|   | Équipe             | Pts | J | G | N | P | BP | BC | Diff |
| - | ------------------ | --- | - | - | - | - | -- | -- | ---- |
| 1 | Fidji              | 5   | 3 | 2 | 1 | 0 | 6  | 3  | +3   |
| 2 | Nouvelle-Calédonie | 5   | 3 | 2 | 1 | 0 | 4  | 2  | +2   |
| 3 | Îles Salomon       | 2   | 3 | 1 | 0 | 2 | 4  | 4  | 0    |
| 4 | Vanuatu            | 0   | 3 | 1 | 0 | 3 | 1  | 6  | -5   |

| 25 juillet | Fidji              | 2 | 1 | Îles Salomon       |
|            | Nouvelle-Calédonie | 1 | 0 | Vanuatu            |
| 27 juillet | Îles Salomon       | 3 | 1 | Vanuatu            |
| 28 juillet | Fidji              | 2 | 2 | Nouvelle-Calédonie |
| 30 juillet | Fidji              | 2 | 0 | Vanuatu            |
|            | Nouvelle-Calédonie | 1 | 0 | Îles Salomon       |

### 1994
|   | Équipe                    | Pts | J | G | N | P | BP | BC | Diff |
| - | ------------------------- | --- | - | - | - | - | -- | -- | ---- |
| 1 | Îles Salomon              | 12  | 4 | 4 | 0 | 0 | 10 | 1  | +9   |
| 2 | Fidji                     | 9   | 4 | 3 | 0 | 1 | 8  | 4  | +4   |
| 3 | Papouasie-Nouvelle-Guinée | 4   | 4 | 1 | 1 | 2 | 2  | 4  | -2   |
| 4 | Nouvelle-Calédonie        | 3   | 4 | 1 | 0 | 3 | 5  | 9  | -4   |
| 5 | Vanuatu                   | 1   | 4 | 0 | 1 | 3 | 5  | 12 | -7   |

| 3 juillet 1994 | Papouasie-Nouvelle-Guinée | 1 | 0 | Nouvelle-Calédonie        |
| 4 juillet 1994 | Fidji                     | 3 | 1 | Nouvelle-Calédonie        |
| 5 juillet 1994 | Nouvelle-Calédonie        | 3 | 2 | Vanuatu                   |
|                | Îles Salomon              | 2 | 0 | Papouasie-Nouvelle-Guinée |
| 6 juillet 1994 | Îles Salomon              | 4 | 0 | Vanuatu                   |
|                | Fidji                     | 1 | 0 | Papouasie-Nouvelle-Guinée |
| 7 juillet 1994 | Papouasie-Nouvelle-Guinée | 1 | 1 | Vanuatu                   |
|                | Îles Salomon              | 1 | 0 | Fidji                     |
| 8 juillet 1994 | Fidji                     | 4 | 2 | Vanuatu                   |
|                | Îles Salomon              | 3 | 1 | Nouvelle-Calédonie        |

### 1996
|   | Équipe                    | Pts | J | G | N | P | BP | BC | Diff |
| - | ------------------------- | --- | - | - | - | - | -- | -- | ---- |
| 1 | Papouasie-Nouvelle-Guinée | 4   | 2 | 1 | 1 | 0 | 3  | 2  | +1   |
| 2 | Îles Salomon              | 2   | 2 | 0 | 2 | 0 | 2  | 2  | 0    |
| 3 | Vanuatu                   | 1   | 2 | 0 | 1 | 1 | 2  | 3  | -1   |

| 16 septembre | Papouasie-Nouvelle-Guinée | 1 | 1 | Îles Salomon |
| 18 septembre | Îles Salomon              | 1 | 1 | Vanuatu      |
| 20 septembre | Papouasie-Nouvelle-Guinée | 2 | 1 | Vanuatu      |

### 1998
- Tournoi à Santo, au Vanuatu du 5 au 12 septembre 1998 :

|   | Équipe                    | Pts | J | G | N | P | BP | BC | Diff |
| - | ------------------------- | --- | - | - | - | - | -- | -- | ---- |
| 1 | Fidji                     | 10  | 4 | 3 | 1 | 0 | 8  | 2  | +7   |
| 2 | Vanuatu                   | 7   | 4 | 2 | 1 | 1 | 8  | 6  | +2   |
| 3 | Îles Salomon              | 7   | 4 | 2 | 1 | 1 | 8  | 7  | +1   |
| 4 | Papouasie-Nouvelle-Guinée | 4   | 4 | 1 | 1 | 2 | 3  | 6  | -3   |
| 5 | Nouvelle-Calédonie        | 0   | 4 | 0 | 0 | 4 | 4  | 10 | -6   |

| 5 septembre  | Fidji                     | 3 | 0 | Nouvelle-Calédonie        |
|              | Îles Salomon              | 3 | 1 | Papouasie-Nouvelle-Guinée |
| 7 septembre  | Fidji                     | 2 | 1 | Vanuatu                   |
|              | Papouasie-Nouvelle-Guinée | 1 | 0 | Nouvelle-Calédonie        |
| 8 septembre  | Vanuatu                   | 1 | 1 | Papouasie-Nouvelle-Guinée |
|              | Îles Salomon              | 3 | 2 | Nouvelle-Calédonie        |
| 10 septembre | Fidji                     | 2 | 0 | Papouasie-Nouvelle-Guinée |
|              | Vanuatu                   | 3 | 1 | Îles Salomon              |
| 12 septembre | Fidji                     | 1 | 1 | Îles Salomon              |
|              | Vanuatu                   | 3 | 2 | Nouvelle-Calédonie        |

### 2000
- Tournoi aux îles Fidji du 8 au 15 avril 2000 :

|   | Équipe                    | Pts | J | G | N | P | BP | BC | Diff |
| - | ------------------------- | --- | - | - | - | - | -- | -- | ---- |
| 1 | Fidji                     | 10  | 4 | 3 | 1 | 0 | 13 | 4  | +9   |
| 2 | Îles Salomon              | 7   | 4 | 2 | 1 | 1 | 10 | 9  | +1   |
| 3 | Vanuatu                   | 6   | 4 | 2 | 0 | 2 | 12 | 7  | +5   |
| 4 | Nouvelle-Calédonie        | 6   | 4 | 2 | 0 | 2 | 11 | 11 | 0    |
| 5 | Papouasie-Nouvelle-Guinée | 0   | 4 | 0 | 0 | 4 | 4  | 19 | -15  |

| 8 avril  | Fidji              | 5 | 0 | Papouasie-Nouvelle-Guinée |
|          | Îles Salomon       | 2 | 4 | Nouvelle-Calédonie        |
| 10 avril | Îles Salomon       | 2 | 1 | Vanuatu                   |
|          | Fidji              | 2 | 1 | Nouvelle-Calédonie        |
| 11 avril | Nouvelle-Calédonie | 6 | 1 | Papouasie-Nouvelle-Guinée |
|          | Fidji              | 4 | 1 | Vanuatu                   |
| 13 avril | Vanuatu            | 6 | 0 | Nouvelle-Calédonie        |
|          | Îles Salomon       | 4 | 2 | Papouasie-Nouvelle-Guinée |
| 15 avril | Vanuatu            | 4 | 1 | Papouasie-Nouvelle-Guinée |
|          | Fidji              | 2 | 2 | Îles Salomon              |

- Les Îles Fidji remportent la Coupe de Mélanésie et déclarent ensuite forfait pour la Coupe d'Océanie de football 2000 (les deux premiers étant qualifiés), en raison de l'instabilité politique dans le pays. Le Vanuatu sera repêché pour la remplacer.